# Agaplesion Evangelisches Krankenhaus Holzminden
Die Agaplesion Evangelische Krankenhaus Holzminden gGmbH war ein Krankenhaus in freigemeinnütziger Trägerschaft mit Sitz in Holzminden in Niedersachsen. Es war wenige Jahre auch akademisches Lehrkrankenhaus der Medizinischen Hochschule Hannover (MHH). Es verfügte über einen Hubschrauberlandeplatz und ist weiterhin Notarzt- und Rettungsdienststandort des Landkreises Holzminden. Gesellschafter waren die Agaplesion gAG mit 60 % und die Stiftung Evangelisches Krankenhaus Holzminden mit 40 %. Im Jahr 2023 musste das Krankenhaus Insolvenz anmelden und wurde Ende November 2023 geschlossen.

## Geschichte

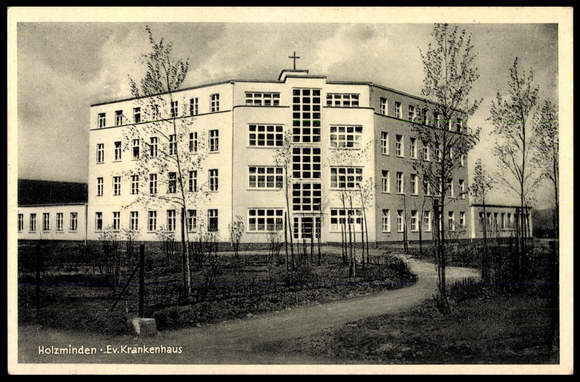
Evangelisches Krankenhaus Holzminden in den 1930er Jahren

Aus einer Anfang der 1930er Jahre gegründeten Bürgerinitiative entstand eine Stiftung mit dem Zweck, ein Krankenhaus „im evangelischen Geiste“ zu eröffnen. Das Evangelische Krankenhaus wurde am 19. März 1933 im Forster Weg eröffnet und löste das Städtische Krankenhaus am Hafendamm in Holzminden ab. Otto Nordmann war von Februar 1944 bis Dezember 1945 Chefarzt der Chirurgischen Abteilung.
1953 erfolgte die erste umfangreiche Erweiterung durch den Anbau eines Ostflügels und zwei Jahre später eines Westflügels. 1958 erfolgte eine umfangreiche Erweiterung des Gebäudes. 1956 folgte die Einweihung des Schwesternwohnheims am Finkenweg. 1961 wurde der Neubau der Isolierstation eingeweiht und 1962 die geburtshilflich-gynäkologische Abteilung eröffnet. 1973 wurde das angrenzende Schwesternhaus (Hochhaus) fertiggestellt. Bis 1977 entstand ein Zwischentrakt mit Intensivstation und Kreißsälen, ab Mai 1986 erweiterte ein neuer Funktionstrakt das Krankenhaus. Seit 1999 gibt es eine Dialysepraxis am Krankenhaus.
2002 wurde das von der Stiftung Evangelisches Krankenhaus Holzminden geführte Krankenhaus in eine gGmbH überführt und gehört seitdem mehrheitlich zur ProDiako-Holding und war zugleich Mitgesellschafter der proDIAKO gGmbH in Hannover, später Sitz in Rotenburg (Wümme).
2004 wurde das Krankenhaus medizintechnisch durch einen Linksherzkathetermessplatz und einen Computertomographen in der Radiologie erweitert. 2005 folgte die Zertifizierung durch die KTQ und galt bis 2008. Im gleichen Jahr erfolgte die Erweiterung durch das Zentrum für ambulantes Operieren (ZAO).
Im Jahr 2009 scheiterte eine vereinbarte Kooperation mit dem vom Landkreis Holzminden geführten Krankenhaus Charlottenstift in Stadtoldendorf.
Im Zusammenhang mit dem Zusammenschluss der Klinikgruppe proDiako mit der Agaplesion gAG im November 2012 folgte die Umbenennung des Krankenhauses im Februar 2013 offiziell zu Agaplesion Evangelisches Krankenhaus Holzminden gemeinnützige GmbH.
2017 folgte die Einweihung der neuen Intensivstation und erweiterten Pflegebereichs und 2019 der Endoskopie.
Das Agaplesion Evangelisches Krankenhaus Holzminden gGmbH sowie die Agaplesion med. Versorgungszentren Holzminden gGmbH haben am 18. August 2023 beim Amtsgericht Holzminden einen Insolvenzantrag gestellt. Als Gründe wurden ausbleibende Einnahmen durch weniger behandelnde Patientinnen und Patienten seit der Coronapandemie sowie nicht refinanzierte inflationsbedingte Personal- und Sachkostensteigerungen angefügt. Zum Zeitpunkt der Insolvenzbeantragung waren zirka 400 Mitarbeitende beim Krankenhausträger beschäftigt.
Ende November 2023 wurde das Krankenhaus geschlossen.

### Bisherige Geschäftsführer
- 1. August 2019–31. Dezember 2020 Bernd Henkemeier
- September 2010–31. Juli 2019 Marko Ellerhoff[6]
- Januar 2010–März 2011 Günter Hagenhoff und Claus Eppmann
- 2006–Oktober 2009 Hans-Markus Johannsen und Claus Eppmann
- 2004–2006 Markus Bachmann und Claus Eppmann
- 1976–2004 Michael Müssig

## Struktur
Nach der Niedersächsischen Krankenhausplanung verfügte das Krankenhaus als Plankrankenhaus im Versorgungsgebiet 2 (ehemals Regierungsbezirk Hannover) über 183 Krankenhausplanbetten nach § 108 SGB V. Das Agaplesion Evangelische Krankenhaus war mit Ausnahme des Albert-Schweitzer-Therapeutikums (eine Fachklinik für Kinder- und Jugendpsychiatrie und Psychotherapie) das einzige Krankenhaus im Landkreis Holzminden und Lehrkrankenhaus der Medizinischen Hochschule Hannover (MHH). Es betrieb eine Krankenpflegeschule mit bis zu 80 Ausbildungsplätzen, die als Zentralschule auch für weitere Häuser die Ausbildung übernahm. Die Pflege lag seit 1969 in Händen einer Dienstgemeinschaft von Krankenschwestern und -pflegern des Evangelischen Krankenhauses und der Schwesternschaft des Evangelischen Diakonievereins Berlin-Zehlendorf e.V.
Am ehemaligen Krankenhaus befinden sich weiterhin die Rettungswache (RW) des Landkreises Holzminden und die Zentrale Notfallpraxis (ZNP) für den hausärztlichen Notfalldienst.

## Einrichtungen und Ausstattung
- Medizinische Klinik I: Kardiologie, Rhythmologie, Angiologie, Intensivmedizin, Allgemeine Innere, Neurologie
- Medizinische Klinik II: Gastroenterologie, Onkologie, Diabetologie, Allgemeine Innere, Geriatrie, Pneumologie
- Chirurgische Klinik: Abteilung für Allgemein- und Viszeralchirurgie
- Chirurgische Klinik: Abteilung für Gefäßchirurgie
- Chirurgische Klinik: Abteilung für Unfallchirurgie
- Frauenklinik: Abteilung für Geburtshilfe
- Frauenklinik: Abteilung für Gynäkologie
- Institut für Anästhesie und Intensivmedizin
- Radiologie
- Belegklinik Orthopädie
- Belegklinik Augenheilkunde
- Belegklinik HNO-Heilkunde
- Belegklinik Urologie
- CuraVital – Zentrum für Physikalische Therapie

Ausstattung
- Computertomographie (CT)
- Digitale Subtraktionsangiographie (DSA)
- Elektroenzephalographiegerät (EEG)
- Extrakorporale Stoßwellenlithotripsie (ESWL)
- Kapselendoskopie
- Magnetresonanztomographiegerät (MRT)
- Herzkatheterlabor
- Mammographiegerät
- Szintigraphiescanner/Gammasonde (zur Sentinel Lymphnode Detection)
- Uroflow/Blasendruckmessung/Urodynamischer Messplatz

Medizinische Versorgungszentren in Holzminden
- MVZ Holzminden (Forster Weg): Chirurgie (ambulante Versorgung), Gynäkologie, Radiologie
- MVZ Erwin-Böhme-Straße (ehemals Böntalstraße): Neurochirurgie, Orthopädie, Allgemeinmedizin, Knochendichtemessung
- MVZ Sollingstraße: Innere Medizin, Anästhesie, Neurologie, Psychiatrie